# Bull Arizona
Bull Arizona ist ein zweiteiliger, in Deutschland produzierter Western mit Hermann Basler, der von Piel Jutzi inszeniert wurde. Der erste Teil wurde als Bull Arizona – Der Wüstenadler, Teil 2 als Das Vermächtnis der Prärie (Bull Arizona-Reihe 2. Teil) verliehen. Der erste Teil ist nur bruchstückhaft erhalten.

## Handlung
In der Nähe der mexikanisch-amerikanischen Grenze. Bull Arizona, der als Waisenkind unschöne Erfahrungen gemacht hat, ist ein Bandit, der vor allem Banken überfällt. Eigentlich ein guter Kerl, verliebt er sich in Mary, die mit einem Siedlertreck unterwegs ist. Versprochen ist sie Pastor Richardson, der schwer krank ist. Der Treck wird von Black Cat, einem Ganoven, in die Irre geführt. Mary verirrt sich in der Wüste, wo sie nach Wasser für den Pastor sucht. Arizona Bull rettet ihr das Leben und verteidigt den Treck auch gegen Angriffe der Indianer. Dafür hat er sich zusichern lassen, dass Mary von nun an mit ihm durch den Westen zieht.

## Hintergrund
Produziert wurde der Film von der Heidelberger Chateau-Kunst-Film, die dem Hauptdarsteller gehörte; gedreht wurde in den Steinbrüchen des Neckartales und im Maudacher Bruch.
Die zeitgenössische Presse schrieb vorab: „Man wird sehen, ob "Bull Arizona - Der Wüstenadler" den Filmgeschmack der Zuseher trifft: Stellt den nach amerikanischen Mustern inszenierten Cowboy-Helden in den Mittelpunkt, einen harten Gesellen mit im Grunde weichem Herz“.

## Kritik
Die Film-Prüfstelle des Deutschen Reiches urteilte über die Reihe, deren dritter Teil nicht mehr aufgeführt wurde: „Ohne Zweifel wird jedes gut geführte Lichtspieltheater und jeder normale Kinobesucher einen derartigen Schundfilm mit Entrüstung ablehnen.“